# شلک
شلک (به قزاقی: Shelek) یک منطقهٔ مسکونی در قزاقستان است که در شهرستان انبکچی‌قزاق واقع شده‌است. شلک ۲۶٬۶۸۸ نفر جمعیت دارد.